# Station Turoszów Wąskotorowy
Station Turoszów Wąskotorowy is een spoorwegstation in de Poolse plaats Bogatynia (Turoszów).